# Fokker D.VII
El Fokker D.VII va ser un caça biplà alemany utilitzat durant la Primera Guerra Mundial.

## Història
A finals de 1917 quan la superioritat aèria i tècnica del Cos Aeri alemany començava a minvar l'Alt Comandament alemany va sol·licitar als fabricants d'avions que donessin la màxima prioritat al desenvolupament de nous dissenys de caces. Per decidir quin caça es produiria en massa tots els models presentats participarien en competicions de vol i el disseny guanyador obtindria grans contractes de producció.
A la competició van participar 30 dissenys diferents, 6 d'ells dissenys alternatius de Fokker però al quart dia de competició ja no quedaven dubtes de quin era el millor, el D.VII superava a tots els altres competidors en tots els aspectes, excepte potser, en la velocitat d'ascens.
El D.VII va ser dissenyat per Reinhold Platz treballant per l'empresa Fokker, i tot i que de seguida va rebre el contracte amb una primera comanda de 400 unitats fins a finals d'abril de 1918 no es van poder entregar els primers aparells al Jagdgeschwader 1 però a principis de setembre ja hi havien més de 800 prestant servei al Jagdstaffeln 48.
L'aparell va rebre una sèrie de modificacions per tal de millorar l'estabilitat en picat, resultava senzill de pilotar. La seva principal avantatge respecte la resta de caces alemanys era que tenia capacitat de mantenir les mateixes prestacions a molta altitud. Les seves qualitats van millorar encara més a finals d'estiu de 1918 amb l'aparició del Fokker D.VIIF que portava un motor BMW D.IIIa de 138 kW enlloc del Mercedes original de tan sols 119 kW.
Del D.VII es van produir 3.300 unitats entre l'estiu i la tardor de 1918 i va demostrar ser un caça amb grans qualitats aconseguint un èxit notable al front.
Al final de la guerra l'armistici va requerir que Alemanya entregués tots els Fokker D.VII als aliats. Molts d'aquest avions van servir durant els anys següents a diverses forces aèries d'Europa alguns d'ells remotoritzats amb motors BMW de 187 kW o Siddeley de 172 kW.
Als anys 20 molt Fokker D.VII van passar a mans civils i van ser molt apreciats per la indústria del cinema, especialment a Hollywood, on van participar en la realització de moltes pel·lícules com, entre d'altres, la clàssica Hell's Angels.

## Variants
- V 11 : Prototip
- V 21 : Prototip amb ales modificades
- V 22 : Prototip amb hèlix de 4 palesReproducció moderna d'un Fokker D.VIII.

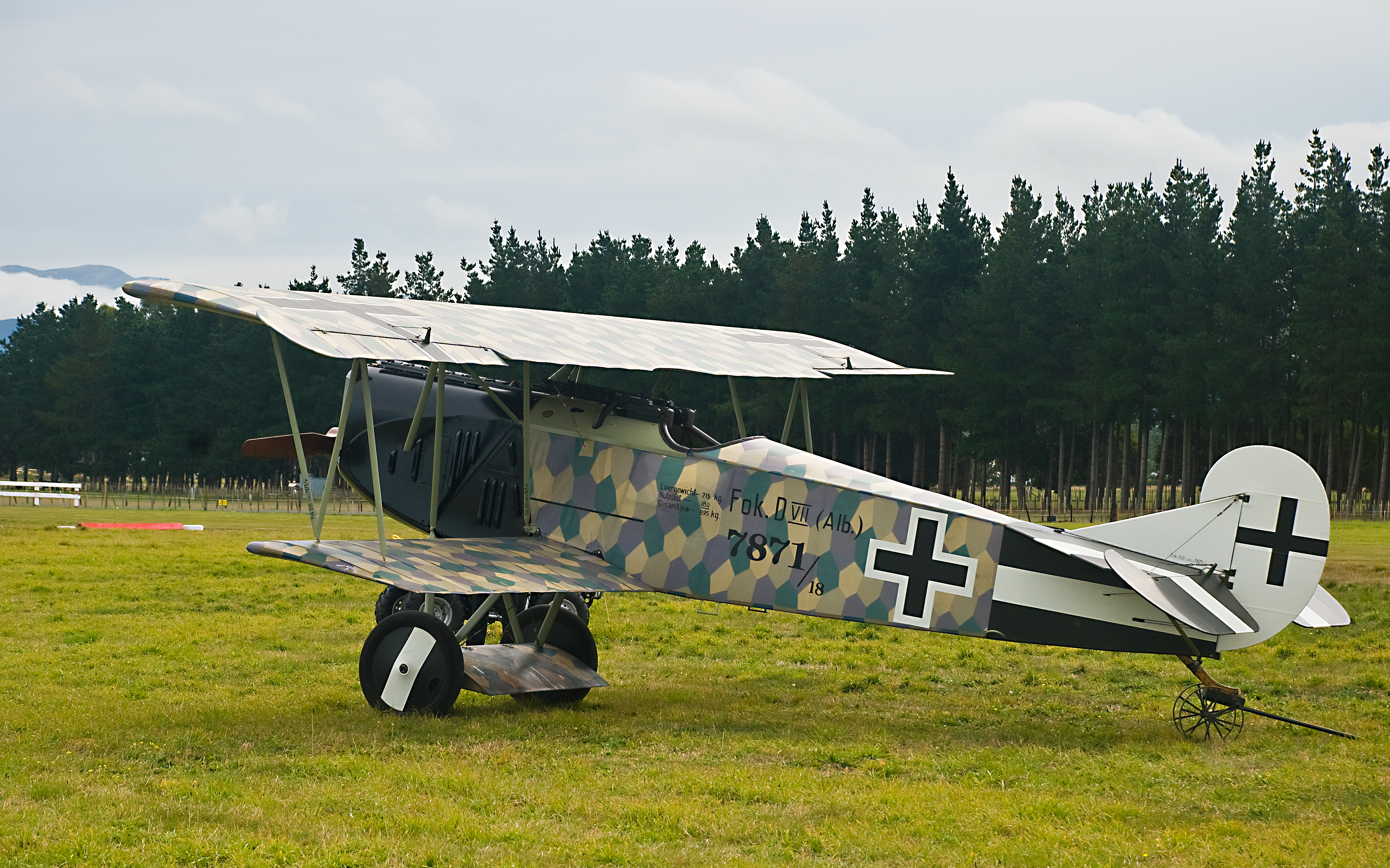
Reproducció moderna d'un Fokker D.VIII.

- V 24 : Prototip amb el motor Benz Bz.IVü de 240 cv
- V 31 : Un D.VII equipat amb ganxo i per remolcar un planador V 30
- V 34 : Versió del D.VII amb e motor BMW IIIa de 185 cv
- V 35 : Versió biplaça amb el motor BMW IIIa i un dipòsit de combustible addicional entre les rodes del tren d'aterratge principal
- V 36 : Versió amb les millors del V 35 però monoplaça
- V 38 : Prototip del Fokker C.I

## Especificacions (D.VII amb motor Mercedes D.III)

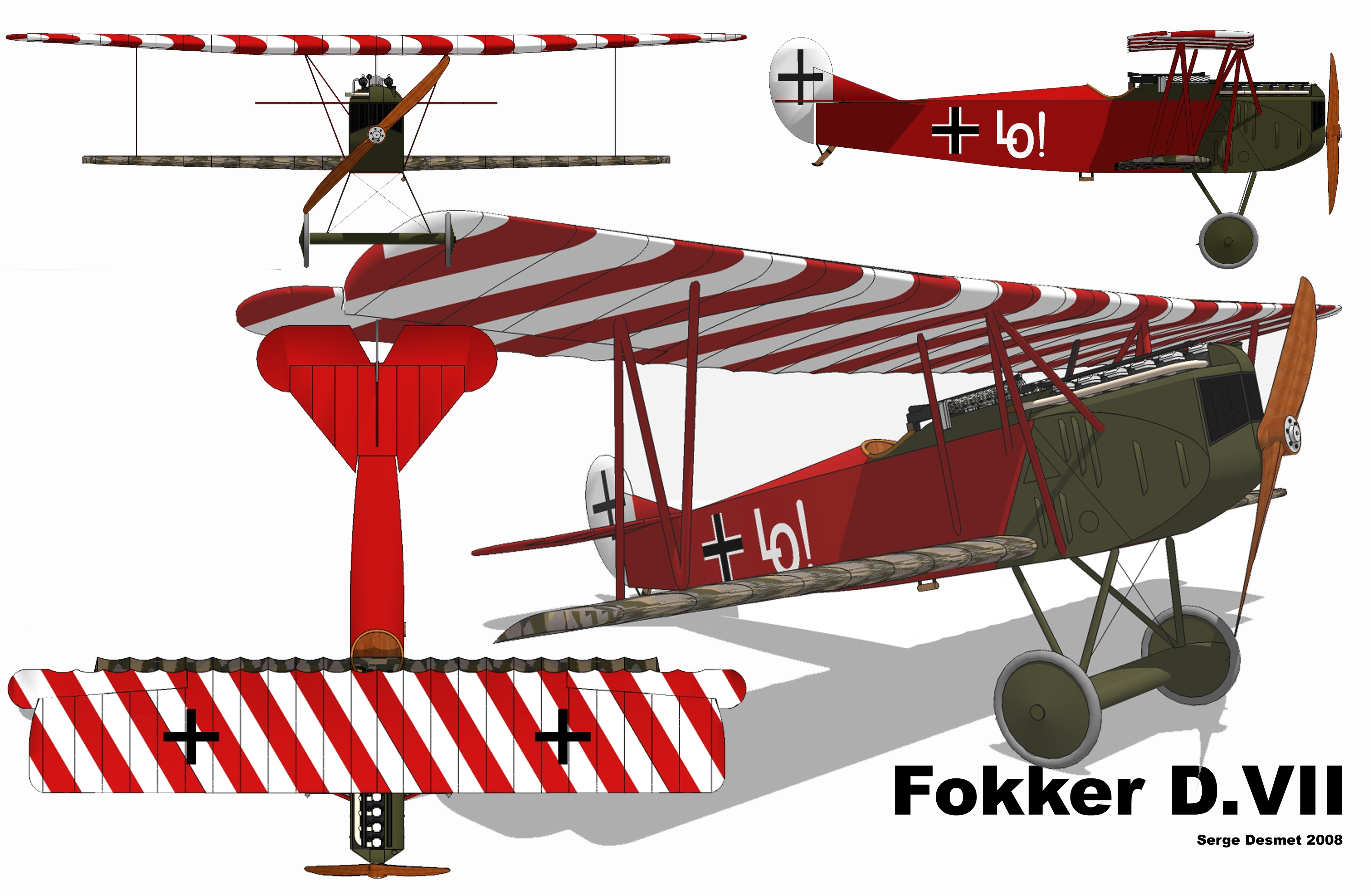
Fokker D. VII

Dades de 
Característiques generals
- Tripulació: 1 pilot
- Longitud: 6,954 m
- Envergadura: 8,9 m
- Alçada: 2,75 m
- Superfície de l'ala 20,5 m²
- Pes buit: 670 kg
- Pes carregat: 906 kg
- Motors: 1×  motor de gasolina amb 6 cilindres en línia i refrigeració per aigua Mercedes D.III, 160 cv

 Rendiment 
- Velocitat màxima: 189 km/h
- Sostre de servei: 6.000 m

Armament

- Metralladores: 2 Metralladores LMG 08/15 "Spandau" de calibre 7,92 mm